# 타이탄콘텐츠
타이탄콘텐츠(TITAN CONTENT)는 대한민국의 연예기획사이다. 
전 SM엔터테인먼트 CEO 한세민이 설립한 다국적 KPOP회사이다.
한세민 이사회 의장을 필두로 최고 경영자(CEO) 강정아, 최고 비주얼 책임자(CVO) 이겸, 최고 퍼포먼스 책임자(CPO) 리아킴 등 창업멤버들에 의해 지난 4월 말 미국 현지에 설립됐다.